# Košarkaški klub Cedevita Junior
Il K.K. Cedevita Junior è una società cestistica croata avente sede a Zagabria. Fondata nel 1991, gioca nella Premijer liga croata e nella Lega Adriatica.
Disputa le partite interne nel Cedevita Basketball Dome.

## Storia
Nella stagione 2009-10 partecipa per la prima volta alla Lega Adriatica.
Nel 2011 ha raggiunto la Final Four di Eurocup venendo sconfitto in semifinale dall'UNICS Kazan' poi vincitore del trofeo.
Nella stagione 2012-13 partecipa per la prima volta all'Eurolega.

## Roster 2018-2019
Aggiornato al 3 gennaio 2019.
|    | Naz.                                                 | Ruolo | Sportivo           | Anno | Alt. | Peso |  |
| -- | ---------------------------------------------------- | ----- | ------------------ | ---- | ---- | ---- |  |
| 1  | Stati Uniti (bandiera)                               | P     | Justin Cobbs       | 1991 | 191  | 86   |  |
| 2  | Croazia (bandiera)                                   | G     | Filip Krušlin      | 1989 | 198  | 91   |  |
| 6  | Croazia (bandiera)                                   | P     | Toni Katić         | 1992 | 188  | 84   |  |
| 7  | Croazia (bandiera)                                   | A     | Darko Bajo         | 1999 | 204  | 96   |  |
| 11 | Croazia (bandiera)                                   | AC    | Karlo Žganec       | 1995 | 206  | 102  |  |
| 13 | Croazia (bandiera) · Bosnia ed Erzegovina (bandiera) | C     | Andrija Stipanović | 1986 | 209  | 119  |  |
| 15 | Croazia (bandiera)                                   | AG    | Marko Banić        | 1984 | 206  | 113  |  |
| 19 | Croazia (bandiera)                                   | G     | Domagoj Bošnjak    | 1995 | 196  | 91   |  |
| 23 | Stati Uniti (bandiera)                               | AP    | Elgin Cook         | 1993 | 196  | 95   |  |
| 88 | Slovenia (bandiera)                                  | A     | Edo Murić          | 1991 | 202  | 99   |  |
|    | Croazia (bandiera)                                   | P     | Jakov Vladović     | 1983 | 187  | 84   |  |

### Staff tecnico
| Allenatore: | Slaven Rimac              |
| Assistenti: | Teo Čizmić, Ivan Perinčić |

|    | Naz.                                                 | Ruolo | Sportivo           | Anno | Alt. | Peso |  |
| -- | ---------------------------------------------------- | ----- | ------------------ | ---- | ---- | ---- |  |
| 0  | Stati Uniti (bandiera)                               | C     | Tyler Wideman      | 1995 | 203  | 109  |  |
| 2  | Croazia (bandiera)                                   | G     | Filip Krušlin      | 1989 | 198  | 91   |  |
| 3  | Croazia (bandiera)                                   | P     | Toni Perković      | 1998 | 191  | 83   |  |
| 4  | Croazia (bandiera)                                   | G     | Mateo Vidović      | 1999 | 196  | 80   |  |
| 5  | Croazia (bandiera)                                   | PG    | Antonio Jordano    | 1999 | 188  | 80   |  |
| 6  | Croazia (bandiera)                                   | P     | Toni Katić         | 1992 | 188  | 84   |  |
| 7  | Croazia (bandiera)                                   | A     | Darko Bajo         | 1999 | 204  | 96   |  |
| 10 | Croazia (bandiera)                                   | AP    | Andrija Ćorić      | 1995 | 198  | 90   |  |
| 11 | Croazia (bandiera)                                   | AC    | Karlo Žganec       | 1995 | 206  | 102  |  |
| 12 | Croazia (bandiera)                                   | C     | Lovro Buljević     | 1998 | 210  | 95   |  |
| 13 | Croazia (bandiera) · Bosnia ed Erzegovina (bandiera) | C     | Andrija Stipanović | 1986 | 209  | 119  |  |
| 19 | Croazia (bandiera)                                   | G     | Domagoj Bošnjak    | 1995 | 196  | 91   |  |
| 22 | Croazia (bandiera)                                   | AG    | Toni Vitali        | 1991 | 203  | 94   |  |
| 32 | Croazia (bandiera)                                   | C     | Josip Popić        | 1998 | 208  | 125  |  |
| 35 | Slovenia (bandiera)                                  | C     | Rok Radović        | 2001 | 198  | 80   |  |
| 53 | Bosnia ed Erzegovina (bandiera)                      | C     | Karlo Matković     | 2001 | 206  | 95   |  |
| 77 | Croazia (bandiera)                                   | AP    | Fran Jacović       | 1999 | 199  | 85   |  |
| 88 | Slovenia (bandiera)                                  | A     | Edo Murić          | 1991 | 202  | 99   |  |

| Allenatore: | Dražen Orešković       |
| Assistente: | Ivan Kapov, Bože Radoš |

## Palmarès

### Competizioni nazionali
- Campionato croato: 5

2013-14, 2014-15, 2015-16, 2016-17, 2017-18.
- Coppa di Croazia: 7

2012, 2014, 2015, 2016, 2017, 2018, 2019.
- Supercoppa croata: 2

2011, 2014.

### Competizioni internazionali
- Supercoppa ABA Liga: 1

2017.